# Junior Sornoza
Junior Nazareno Sornoza Moreira (Portoviejo, 28 gennaio 1994) è un calciatore ecuadoriano, centrocampista dell'Independiente del Valle.

## Caratteristiche tecniche
Trequartista, può giocare come ala sinistra o seconda punta.

## Palmarès

### Competizioni statali
- Campionato paulista: 1

Corinthians: 2019

### Competizioni internazionali
- Coppa Sudamericana: 1

Independiente del Valle: 2022